# 大環 (天文學)
大環（英語：Big Ring）是位於92億光年外，由直徑13億光年的星系和星系團形成的環形大尺度結構。它出現在星座牧夫座的附近，是中央蘭開夏大學的宇宙學博士生亞歷克西婭·洛佩茲於2024年發現的，她也發現了一個位於同一地區的類似結構：巨弧。
洛佩茲沒有理論模型來解釋巨型星系形成的存在，他說：「在我們現時的理解中，這兩種超大型結構都不容易解釋宇宙。」。

## 特征
大环是由许多星系和星系团组成的，它们在太空中形成了一个连续的、几乎完美的环状图案。它的直径为13亿光年，周长为40亿光年，是可观测宇宙中已知的最大的结构之一。这种结构是由许多星系团和各种类型的星系组成的。研究者发现大环的环状结构在与随机期望的密度比较中，显著偏离控制场的期望，达到了5.2σ的显著性。这个光环的某些区域比其他区域密度更大，这表明了存在的星系的质量和数量的变化。它超过了宇宙形成的理论尺寸限制，其理论计算为12亿光年。这在以前被认为是不可能的，因为没有足够的时间来形成这么大的结构，违背了宇宙学原理。

## 发现
2024年，博士生亚历克西亚·洛佩兹通过使用史隆数位巡天从类星体光谱中检测到的Mg II(波长为λ2796,λ2803的空隙)吸收对宇宙大尺度结构进行持续研究，发现了大环。洛佩兹之所以将注意力集中在这个宇宙区域是因为她之前对巨弧的研究。通过检查类星体光谱中的吸收线，洛佩兹和她的团队能够确定中间的Mg II 吸收系统。这些由遥远的类星体背光照亮的吸收线揭示了一个巨大的环状结构的存在。

## 外部連結
- Jan. 11, 2024 announcement of Big Ring discovery （页面存档备份，存于） 中央蘭開夏大學的作品.